# Holascus stellatus
Holascus stellatus är en svampdjursart som beskrevs av Schulze 1886. Holascus stellatus ingår i släktet Holascus och familjen Euplectellidae.
Artens utbredningsområde är Uruguay. Inga underarter finns listade i Catalogue of Life.